# Distichopora sulcata
Distichopora sulcata is een hydroïdpoliep uit de familie Stylasteridae. De poliep komt uit het geslacht Distichopora. Distichopora sulcata werd in 1867 voor het eerst wetenschappelijk beschreven door Pourtalès. 